# Grenchen
Grenchen (gsw. Gränchä, fr. Granges) – miasto i gmina w Szwajcarii, w kantonie Solura, w jednostce administracyjnej (Amtei) Solura-Lebern, siedziba administracyjna okręgu Lebern. Leży w niemieckojęzycznej części kraju, nad rzeką Aare.

## Demografia
W Grenchen mieszka 17 825 osób. W 2021 roku 37,8% populacji gminy stanowiły osoby urodzone poza Szwajcarią.

## Współpraca
Miejscowości partnerskie:
- Neckarsulm. Niemcy
- Sélestat, Francja
- Unterschächen, Uri

## Transport
Przez teren gminy przebiegają autostrada A5 oraz droga główna nr 5.
Znajduje się tutaj również port lotniczy Grenchen.